# باب میچسون
باب میچسون (انگلیسی: Bob Mitcheson؛ 1901 – 1938 (aged 37)) بازیکن فوتبال اهل بریتانیا بود.
از باشگاه‌هایی که در آن بازی کرده‌است می‌توان به باشگاه فوتبال دارلینگتون اشاره کرد.